# نیو آلمیدن (کالیفرنیا)
نیو آلمیدن (به انگلیسی: New Almaden) یک منطقهٔ مسکونی در ایالات متحده آمریکا است که در شهرستان سانتا کلارا، کالیفرنیا واقع شده‌است. نیو آلمیدن ۱۴۹٫۹۶ متر بالاتر از سطح دریا واقع شده‌است.